# Gen1es
지니스(Gen1es)는 태국의 9인조 아이돌 음악 걸그룹이다. 2024년 노래 'Lucky Bell'로 데뷔했다. 'Hourglass'와 'Gen1'등의 앨범도 있다.

## 방송
- 창 아시아 타일랜드 (2024)

## 음반
- Lucky Bell (2024)